# Markaz (Heves)
Markaz est un village et une commune du comitat de Heves en Hongrie.